# Festival de Eurovisión de Jóvenes Músicos 2014
La XVII edición del Festival de Eurovisión de Jóvenes Músicos se celebró en Colonia (Alemania) el 31 de mayo de 2014.
Tras haber realizado las cuatro últimas ediciones en Viena (Austria), el certamen vuelve a cambiar de ubicación. La última vez que se celebró fuera de Austria fue en el año 2004 en Lucerna (Suiza).
Este año se suprimieron las semfinales y todos los participantes concursaron en la Gran Final.
El ganador de esta edición fue el músico austriaco de ascendencia china Ziyu He, siendo la primera vez que un país gana este concurso el mismo año en que triunfa en la competencia de canciones de adultos.

## Jurado
El jurado de esta edición estará formado por:
- Clemens Hellsberg (Presidente del jurado)[4]
- Markus Pawlik[5](Ganador de la edición de 1982)

## Países Participantes
Al igual que el año pasado, un total de catorce países (cifra máxima permitida en este certamen) competirán en el festival. Moldavia y Malta participarán por primera vez, queriendo esta última intentar repetir el éxito obtenido en su regreso al Festival de la Canción de Eurovisión Junior 2013 (único festival de la familia de Eurovisión que han conseguido ganar hasta la fecha). Hungría (que participó por última vez en el año 2000), Portugal (que solo concursó en la edición de 1994 y 1996 sin conseguir el pase a la final) y Suecia (tras un año de descanso) regresan a la competición. Por el contrario, Bielorrusia y Ucrania confirmaron su intención de no seguir participando. Armenia, Bosnia y Herzegovina y Georgia tampoco participarán. Algunas de estas retiradas, al igual que el fallido regreso de Reino Unido, fueron debidas a la gran demanda de participación a última hora que obligó a los organizadores a crear una lista de espera para los países que no pudieron concursar y pidieron entrar tras completarse la cifra máxima de participantes.
| País y TV          | Representante               | Instrumento  | Proceso y fecha de selección                |
| ------------------ | --------------------------- | ------------ | ------------------------------------------- |
| Alemania WDR       | Judith Stapf                | Violín       | Elección interna, 27-03-14                  |
| Austria ORF        | Ziyu HE                     | Violín       | Final nacional, 24-03-14                    |
| Croacia HRT        | Sara Domjanić               | Violín       | Koncertu Simfonijskog orkestra HRT, 6-03-14 |
| Eslovenia RTVSLO   | Urban Stanič                | Piano        | Final nacional, 22-01-14                    |
| Grecia NERIT       | Vassilis Digos              | Guitarra     | Elección interna, 17-02-14                  |
| Hungría MTV        | Gergely Davich              | Violonchelo  | Elección interna, 28-02-14                  |
| Malta PBS          | Kurt Aquilina               | Guitarra     | Elección interna, 29-03-14                  |
| Moldavia TRM       | Livyka Shtirbu-Sokolov      | Piano        | Elección interna, 11-04-14                  |
| Noruega NRK        | Sonoko Miriam Shimano Welde | Violín       | Virtuos, 9-02-14                            |
| Países Bajos NTR   | Lucie Horsch                | Flauta dulce | De Avond van de Jonge Musicus, 6-05-13      |
| Polonia TVP        | Bartosz Kołsut              | Acordeón     | Młody Muzyk Roku, 19-03-14                  |
| Portugal RTP       | André Gunko                 | Violonchelo  | Elección interna, 14-03-14                  |
| República Checa ČT | Martin Kot                  | Acordeón     | Final nacional, 20-02-14                    |
| Suecia SVT         | Albin Uusijärvi             | Viola        | Polstjärneprisets, 7-01-14                  |

## Predecesor y sucesor
| Predecesor: Viena 2012 | Festival de Eurovisión de Jóvenes Músicos Colonia 2014 | Sucesor: Colonia 2016 |